# هنري دوارتي
هنري دوارتي (بالإسبانية: Henry Duarte)‏ هو مدرب كرة قدم كوستاريكي، ولد في 5 أكتوبر 1958 في ليبيريا، كوستاريكا ‏ في كوستاريكا.

## وصلات خارجية
- هنري دوارتي على موقع قاعدة بيانات كرة القدم.إي يو (الإنجليزية)
- هنري دوارتي على موقع Soccerway.com (الإنجليزية)